# 7월 왕정
7월 왕정(Monarchie de Juillet)은 1830년부터 1848년까지의 프랑스 왕국의 정치 체제를 일컫는 이름이다. "7월 혁명" 이후, 1830년 8월 9일 창건되었으며, 왕정복고의 뒤를 이었다. 부르봉 가문의 방계 가문이던 오를레앙 가문이 권좌를 차지하였다. 루이 필리프 1세는 프랑스 왕으로서 축성받지 않고, 프랑스의 국왕으로 즉위하였다. 1830년의 바리케이트와 함께 시작한 루이 필리프 1세의 재위는 빠르게 진압된 파리의 공화파와 서쪽의 정동 왕조파, 스트라스부르에서 쿠데타를 시도하였으나 실패에 그친 보나파르트파의 폭동으로 혼란스러웠다. 단 한 명의 국왕으로 그친 7월 왕정은, 1814년부터 1830년까지의 왕정복고기 "보수" 왕정을 이어나갔다. 전 왕정보다 조금은 자유주의적이었던 7월 왕정은 절대군주정의 왕권신수설(전제주의)을 포기한 것과, "운동"과 "저항"이라는 두 의회 파벌간의 끝없는 격동이 특징이었다. 루이 필리프는 스스로 자신의 정책을 "중용"이라고 정의했다. 루이 필리프의 정치 체제는 확대된 투표권자들과 부르주아 국민군에 바탕을 두었다. 루이 필리프는 명확한 노선이 없던 자신의 대외 정책으로 나폴레옹의 영광을 따라하면서 동시에 유럽의 균형을 맞추고자 하였다. 허나 루이 필리프는 산업화로 촉발된 사회적 동요에 잘 대처하지 못했고, 그의 재위는 또다른 바리케이트에 의해 1848년 막을 내리며 제2공화국이 창건되었다.

### 영원한 무질서

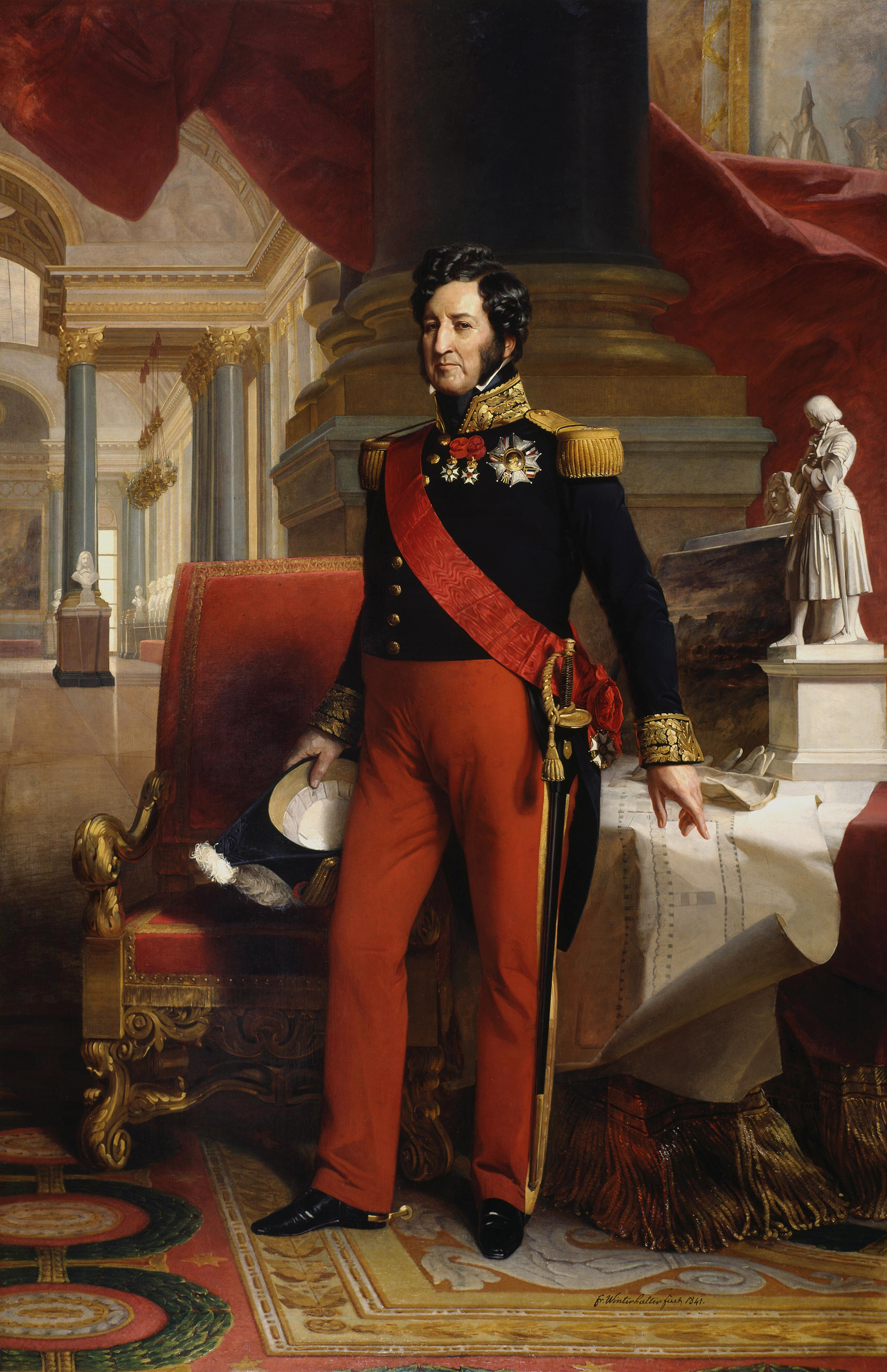
"프랑스인의 왕", 루이 필리프 1세. 베르사유궁을 개축하고 있었기에 바스타유 화랑 입구를 배경으로 함.

## 개요
전형적인 부르주아 지배 체제에서 귀족제의 폐지와 세습제의 폐지 등을 실행되는 한편, 선거권자는 전대의 복고 부르봉 왕가에 비해 두배로 늘어났지만, 그래도 전 국민의 0.6% 밖에 되지 않았다. 노동자는 권리가 없는 것과 같았고, 그들을 억압하는 형태로 산업 혁명이 프랑스에서 진행된다. 그러나 보통선거를 요구하는 목소리가 점차 높아지고, 그것이 2월 혁명의 계기가 되었다.

## 불안한 시작
1830년 8월 7일, 1814년 헌장이 개정되었다. 헌장의 전문에서는 앙시앵 레짐의 종식이 선언되었다. 이 헌장은 국가와 국왕간의 협약으로, 더 이상 후자가 자신의 권리를 양도한 것이 아니었다. 또한 헌장은 입헌주의자와 공화주의자간의 타협이기도 했다. 천주교는 더 이상 국교가 아니었으며, 언론 검열은 폐지되었고, 삼색기는 다시 국기로 제정되었다.
1830년 8월 9일 루이 필리프는 헌장에 선서를 하며 즉위하였다. 이 날이 바로 7월 왕정이 공식적으로 시작된 날이다. 8월 11일 루이 필리프 1세 재위 초대 내각이 출범하였으며, 내각은 카지미르 페리에, 자크 라피트, 마티외 몰레, 브롤리 공작, 프랑수아 기조 등 샤를 10세와 헌법으로 대립한 이들로 채워졌다. 내각은 두 가지 목표를 달성해야 했는데, 성공을 거둔 지 얼마 안된 혁명의 원인이던 가장된 열광 속에서, 행정 기관을 확실히 통제하고 거리의 질서를 회복하는 것이 바로 내각의 목표였다.

## 같이 보기
- 과학사